# Great Salkeld
Great Salkeld – wieś w Anglii, w Kumbrii, w dystrykcie (unitary authority) Westmorland and Furness. Leży 25 km na południowy wschód od miasta Carlisle i 396 km na północny zachód od Londynu. W 2001 miejscowość liczyła 445 mieszkańców.